# الکساندر گارسیا (بازیکن فوتبال)
الکساندر گارسیا (انگلیسی: Alexandre Garcia؛ زادهٔ ۲۵ ژوئن ۱۹۸۸) بازیکن فوتبال اهل فرانسه است.
از باشگاه‌هایی که در آن بازی کرده‌است می‌توان به باشگاه فوتبال باستیا اشاره کرد.